# Quang Sơn, Thái Nguyên
Quang Sơn là một xã thuộc tỉnh Thái Nguyên, Việt Nam.

## Địa lý
Xã Quang Sơn có vị trí địa lý:
- Phía đông giáp xã La Hiên
- Phía tây giáp xã Văn Lăng
- Phía nam giáp xã Đồng Hỷ
- Phía bắc giáp xã Thần Sa

Xã Quang Sơn có diện tích 58,63 km², dân số năm 2025 là 10.837 người. Khu vực được quy hoạch phát triển kinh tế công nghiệp, sản xuất vật liệu xây dựng, chế biến nông sản, phát triển cây ăn quả. Hạ tầng giao thông trên địa bàn xã có đường quốc lộ 1B.

## Lịch sử
Năm 1985, Hội đồng Bộ trưởng ra quyết định sáp nhập xã Quang Sơn và xã Tân Long từ huyện Võ Nhai vào huyện Đồng Hỷ.
Năm 2011, giải thể thị trấn Nông trường Sông Cầu, toàn bộ dân số của thị trấn được chuyển cho xã Quang Sơn quản lý. Sau khi điều chỉnh, xã Quang Sơn có 27,0999 km² diện tích tự nhiên và 6.827 người. Đồng thời, thành lập thị trấn Sông Cầu trên cơ sở điều chỉnh 10,3839 km² diện tích tự nhiên và 4.052 người của xã Quang Sơn. Xã Quang Sơn còn lại 16,716 km² diện tích tự nhiên và có 2.775 người.
Tháng 6 năm 2025, xã Quang Sơn được thành lập trên cơ sở nhập toàn bộ diện tích tự nhiên, quy mô dân số của xã Quang Sơn (diện tích tự nhiên là 14,32 km²; dân số là 3.600 người) và xã Tân Long (diện tích tự nhiên là 44,31 km²; dân số là 7.237 người) của huyện Đồng Hỷ. Trụ sở làm việc của xã nằm tại trụ sở xã Quang Sơn cũ.

## Hành chính
Đến năm 2005, xã Quang Sơn được chia thành 15 xóm: Bãi Cọ, Na Oai, Xuân Quang 1, Xuân Quang 2, Na Lay, Đồng Chuỗng, Viến Ván, Đồng Thu 1, Đồng Thu 2, La Giang 1, La Giang 2, La Tân, Lân Tây, Trung Sơn, Lân Dăm. Năm 2019, sáp nhập ba xóm Bãi Cọ, Na Oai, Xuân Quang 1 thành xóm Xuân Quang, sáp nhập ba xóm Xuân Quang 2, Na Lay, Đồng Chuỗng thành xóm Thống Nhất, sáp nhập hai xóm Đồng Thu 1 và Đồng Thu 2 thành xóm Đồng Thu, sáp nhập ba xóm La Tân, Lân Tây, Viến Ván thành xóm Đồng Tâm, sáp nhập hai xóm La Giang 1 và La Giang 2 thành xóm La Giang.
Đến năm 2005, xã Tân Long được chia thành chín xóm: Ba Đình, Đồng Luông, Đồng Mẫu, Đồng Mây, Hồng Phong, Làng Giếng, Làng Mới, Lân Quang, Mỏ Ba.

## Kinh tế
Trên địa bàn xã có nhà máy xi măng Quang Sơn, đi vào hoạt động từ năm 2010, có công suất thiết kế 4.000 tấn clinker/ngày đêm, tương đương 1,51 triệu tấn xi măng/năm, tạo việc làm cho 400 lao động. Đây là một nhà máy có tỉ lệ nội địa hóa cao.